# Norton Museum of Art
El Norton Museum of Art és un museu d'art situat a West Palm Beach, Florida. La seva col·lecció inclou més de 5.000 obres, especialitzades en història de l'art europeu, art dels EUA i art xinès.
El museu va ser fundat el 1941 per Ralph Hubbard Norton (1875–1953) i la seva primera dona, Elizabeth Calhoun Norton (1881–1947).
En les col·leccions són presents obres de Mariotto Albertinelli, Lucas Cranach I, Pieter Paul Rubens, Ferdinand Bol, Luca Giordano, Sir Joshua Reynolds, Jean-Baptiste Greuze, Gustave Courbet, Claude Monet, Edgar Degas, Paul Gauguin i Drew Tal. Important és també la secció de l'art modern amb artistes com Henri Matisse, Pablo Picasso, Georges Braque, Joan Miró i Paul Klee, Gino Severini, Robert Delaunay, Giorgio de Chirico, Constantin Brâncuși, Max Beckmann, Chaïm Soutine, i Marc Chagall.
En el museu és present també una notable secció d'art contemporani amb obres de Joseph Beuys, Dan Flavin, Nancy Graves, Duane Hanson, Mary Heilman, Alfredo Jaar, Richard Long, Juan Muñoz, Ursula von Rydingsvard, Yinka Shonibare, Jeff Wall, i Andy Warhol.